# Lattice C
Lattice C — первый компилятор языка C для персональных компьютеров IBM PC. Продавался по цене $500 и работал под операционной системой MS-DOS или PC DOS. Выпущен компанией Lifeboat Associates (англ.) в 1982 году. Был портирован на многие другие платформы: мэйнфреймы (MVS), мини-компьютеры (VMS), рабочие станции (UNIX), а так же под операционные системы OS/2, Atari ST, Commodore Amiga, Sinclair QL.
В начале 1982 года некоторые из коммерческих программных продуктов для IBM PC были перенесены с CP/M (под которой они были написаны для BDS C, разновидности языка Си) в MS-DOS, включая такие продукты, как Perfect Writer, PerfectCalc, PerfectSpeller и PerfectFiler (которые поставлялись вместе с компьютерами производства компаний Seequa Chameleon (англ.) и Columbia Data Product (англ.)).
Позже, в рамках дистрибьюторского соглашения, выпускался под названием Microsoft C version 2.0. Позднее в Microsoft разработали свой собственный компилятор C, который был выпущен в апреле 1985 года под названием Microsoft C Compiler 3.0.
В 1987 году Lattice был приобретён компанией SAS Institute и переименован в SAS/C. После этого развитие компилятора для всех платформ, кроме мэйнфреймов IBM, прекратилось.